# Гречаны
Гречаны (укр. Гречани) — один из микрорайонов областного центра г. Хмельницкого и крупная железнодорожная станция Юго-Западной железной дороги Украины.
Расположен в западной части города.

## История
Территория, на которой располагается село Гречаны, была заселена ещё с давних времён. В ходе археологических раскопок в микрорайоне Гречаны — обнаружены остатки поселения черняховской культуры III—IV в.н. э.
Бывшее село Гречаны основано в начале XVIII века. В 1699 году, после очередного набега, турецкое войско оставило Подолье, в том числе и окрестные земли у Плоскирова (современного Хмельницкого) и вернулись во владения польского шляхетского рода Замойских. Плоскировское староство оказалось полностью опустошенным, в связи с чем Замойские переселили сюда крестьян из польской Мазовии и мазурского Поозерья. С тех пор в Плоскирове и окрестных сëлах появились «мазуры», потомки которых ныне и составляют основную часть католического населения г. Хмельницкого. Значительная часть польских переселенцев получили землю западнее Плоскирова, на бывших гречишных полях, от чего их поселение получило название Гречаная.
В XIX веке село принадлежало помещику Сергею Нахимову, родственнику известного адмирала. Население по переписи 1897 г. составляло 2182 жителей.
В 1913 г. Общество Подольской железной дороги построило здесь паровозное депо (ныне — локомотивное депо Гречаны) и железнодорожные мастерские. После открытия в 1913—1914 годах на Подольской железной дороге движения поездов по маршруту Проскуров — Шепетовка и Каменец-Подольский, именно станция Гречаны стала крупным железнодорожным узлом. Во время последовавших затем войн Гречаны играли в стратегическом плане бо́льшую роль, чем город Проскуров. Так, даже первый в истории города налëт вражеской авиации, произошедший во время Первой мировой войны в 1915 г., был направлен не столько на Проскуров, сколько на Гречаны.
Во время Великой Отечественной войны Гречаны были в поле «особого» внимания немецких оккупантов. Однако это не помешало местным железнодорожникам уже в 1941 г. создать подпольную антифашистскую группу, которая выводила из строя технику, срывала движение поездов, проводила другие диверсии. Имена Л. Пирковского, X. Саварчука, В. Ручковской и других подпольщиков навечно вписаны в героическую историю сопротивления Гречан.
В марте 1944 г. во время наступления в ходе Проскуровско-Черновицкой операции частей 127-й стрелковой дивизии в составе 1-го Украинского фронта за станцию Гречаны велись ожесточëнные бои.
В 1946 г. пригородное село Гречаны было присоединено к городу Проскурову. На сегодня в Гречанскому микрорайоне можно выделить Ближние Гречаны — от Центрального парка культуры и отдыха Хмельницкого, вдоль реки Южный Буг и железнодорожных путей до эстакады ул. Западной Окружной и Дальние Гречаны — от эстакады до западной окраины города.
Координаты: 49°26’18"N 26°56’6"E

## Достопримечательности
- Бюст Героя Советского Союза, старшего лейтенанта Ивана Ивановича Филиппова (1912—1944), на месте его захоронения в Гречанах.